# ERF Plus
ERF Plus (bis 31. August 2011: ERF Radio) ist ein Hörfunkprogramm von ERF Medien (vormals: Evangeliums-Rundfunk) in Wetzlar. Es ist ein christliches Spartenprogramm, das sich inhaltlich auf Glaubens- und Lebenshilfe konzentriert und Nachrichten aus Gesellschaft und Gemeinde bereitstellt.

## Geschichte

### ERF Radio und ERF Plus
1961 wurden die ersten Sendungen über Trans World Radio (TWR) in Monte Carlo gesendet. Damals verstand sich der ERF als deutscher Zweig von TWR. Dazu kamen weitere Sendungen für deutschsprachige Einwanderer in Südafrika aus Swasiland, Sendeanlagen auf den niederländischen Antillen und seit 1966 Sendungen auf Mittelwelle (damals ebenfalls aus Monte Carlo, später auch Sendeanlagen in Russland).
Seit dem 1. April 1996 nutzte der Evangeliums-Rundfunk auch einen Mittelwellensender auf der Frequenz 1539 kHz vom Sendestandort Mainflingen, auf der früher der Deutschlandfunk sein Programm abstrahlte. Mit der Beteiligung am Kabelpilotprojekt in Rheinland-Pfalz, das den Beginn des Privatradios in Deutschland markiert, wurden die ersten Sendungen an private Programmveranstalter übermittelt. Mit dem ersten analogen Transponder über den Satelliten Astra wurde der Sender 1994 zu einem 24-Stundenprogramm ausgebaut. Bereits ein Jahr später wurde ein zweiter Tonunterträger gemietet und ein zweites Programm, ERF 2, gestartet. Dabei handelte es sich um ein vorwiegend am Mainstream der christlichen Popmusik ausgerichtetes Musikprogramm des ERF, während das Hauptprogramm, ERF 1, ein klassisches Programmradio mit themenbezogenen Sendungen und Kirchen-, Chor- und klassischer Musik im musikalischen Teil blieb. 2003 wurden die beiden Programme wieder zusammengeführt, wobei das Konzept des durchhörbaren popmusikorientierten Senders ersatzlos gestrichen wurde. 2004 wurde das Jugendprogramm Cross Channel als Schwesterprojekt von ERF Radio gestartet. Mit ihm wurde das bisherige Jugendprogramm e.r.f. junge welle (zuvor über ERF 2 bzw. ERF Radio zu hören) zum jugendorientierten Internetradio CrossChannel.de ausgebaut, welches allerdings Ende Januar 2014 geschlossen wurde.
Die Sendungen auf Kurzwelle über Trans World Radio Monte Carlo wurden im Oktober 2007 eingestellt. 2009 nahm ERF Pop (heute ERF Jess) den Betrieb auf. Im Jahr 2011 wurden auch die Mittelwellensendungen auf 1539 kHz schrittweise aus Kostengründen reduziert und dann ganz eingestellt. Stattdessen werde das Hauptprogramm ERF Radio im bundesweiten DAB-Ensemble (in der Kodierung DAB+) ausgestrahlt.
Seit dem 1. September 2011 heißt der Sender ERF Plus.

### WebradioCrossChannel.de

Logo von CrossChannel

CrossChannel.de war ein Webradio des ERF, das sich an jüngere Hörer richtete und als solches ein Schwesterprogramm von ERF Plus. Der Sender ging im März 2004 aus der „Jungen Welle“ hervor. CrossChannel.de wurde von einem sechsköpfigen festangestellten Redaktions- und Moderatorenteam, sowie einer Anzahl freier Mitarbeiter produziert. Erklärte Zielgruppe waren Jugendliche und junge Erwachsene. CrossChannel.de war das größte deutsche Webradio im christlichen Bereich. Gesendet wurde hauptsächlich Christliche Popmusik (vor allem Rock, Pop und Hip-Hop). Daneben gab es Redebeiträge zu christlichen Themen und Magazinsendungen mit Informationen. Wie der Muttersender ERF, wurde auch CrossChannel.de ausschließlich aus Spenden finanziert. 2010 wurde CrossChannel.de mit dem goldenen WebFish, dem Internetaward der Evangelischen Kirche in Deutschland, ausgezeichnet.
Zum 31. Januar 2014 wurde der Internetsender eingestellt. Begründet wurde die Entscheidung mit gestiegenen Verbreitungskosten für das Hauptprogramm und damit, dass sich die Akzeptanz des Internetsenders insbesondere bei Menschen, die „noch nicht so viel von Jesus wissen“, nicht wie erhofft entwickelt habe.

### Senderlogos

Bis 31. August 2011
1. September 2011 bis 10. November 2015
11. November 2015 bis 21. Juni 2021
Seit 22. Juni 2021

## Das Programm
ERF Plus bietet ein klassisches Programmschema mit themenbezogenen Sendungen, sowohl mit Musik als auch umfangreiche Sendestrecken mit Wortsendungen. Der Sender sieht seinen Programmauftrag in dem Ziel, „durch Radio- und Fernsehsendungen mitzuhelfen, dass Menschen Christen werden und Christen Christen bleiben“ (ehemalige Homepage des ERF). Das Programm ERF Plus wendet sich an „Menschen mit Zeit zum Zuhören“ (Claim in der Ansage). Wortsendungen orientieren sich an den unterschiedlichsten Themenbereichen des Christseins, der Seelsorge, dem kirchlichen Leben und der Theologie. Musikalisch hat der Sender christliche Klassik, Gospelmusik, christliche Liedermacher und Kirchenlieder im Programm. Die Nachrichten zur vollen Stunde enthalten auch aktuelle Meldungen aus der Kirche oder Ereignisse mit einem christlichen Bezug.
Im Zuge der Programmreform im September 2011 wurden aktuelle Inhalte im Programm und Magazinformate am Nachmittag und im Abendprogramm ausgebaut („Calando“, „Journal“). Sie wurden mittlerweile durch andere Formate ersetzt („Der Feierabend“, „Das Gespräch“).

## Empfang
ERF Plus ist im Internet über Livestream zu empfangen sowie in Mitteleuropa digital über Satellit (Astra) und über einen Telefonserver. Auch in den Netzen von Kabel Deutschland und Kabel Baden-Württemberg und im hessischen und im nordrhein-westfälischen Breitbandkabelnetz ist das Programm zu hören. Die Einspeisung des Programms im analogen Kabelradio entfällt seit Anfang 2013 in Hessen sowie in den Teilen Nordrhein-Westfalens, in denen ein guter Empfang über DAB+ gewährleistet ist. Der Empfang im digitalen Kabelradio wird aber auch dort fortgeführt. Zudem war ERF Plus im Stadtgebiet von Wetzlar auf der UKW-Frequenz 90,0 MHz zu empfangen, seit 2012 läuft dort das Begleitprogramm ERF Jess. Außerdem gibt es ausgewählte Sendungen als Podcast; auch solche, die nicht im linearen Programm gesendet werden.

### DAB+
ERF Plus wird in Deutschland bundesweit im Bundesmux auf Kanal 5C übertragen. In der Schweiz ist ERF Plus im zweiten DAB-Multiplex der Swiss Media Cast (DAB+) in der Deutschschweiz empfangbar.

## Schriften
- Antenne – zweimonatlich erscheinendes Magazin des ERF, mit Programmübersicht und anderen Themen